# Mariusz Kaźmierczak
Mariusz Kaźmierczak (ur. 22 stycznia 1982) – polski futsalista, piłkarz plażowy, zawodnik z pola, zawodnik Red Devils Chojnice. Były reprezentant Polski w futsalu.

## Przebieg kariery
Mariusz Kaźmierczak reprezentował barwy futsalowych klubów krających w ekstraklasie: Jango Gliwice, Holiday Chojnice, Hurtap Łęczyca oraz Red Devils Chojnice. Do największych osiągnięć tego zawodnika należą Puchar Polski z Holiday Chojnice oraz dwukrotne wicemistrzostwa Polski z Holiday Chojnice i Red Devils Chojnice. W reprezentacji Polski zadebiutował w 2002 r. w meczu przeciwko reprezentacji Holandii. Ostatni raz w reprezentacji zagrał w 2007 roku. Wraz z chojnicką drużyną od 2009 roku zawodnik bierze udział w rozgrywkach piłki plażowej walcząc o Mistrzostwo Polski. 
W pierwszej kolejce sezonu 2014/2015, w meczu przeciwko KGHM Euromaster Chrobry Głogów strzelił swoją setną bramkę w ekstraklasie. W 2015 roku podczas Final Four Pucharu Polski, który rozgrywany był w Chojnicach, zakończył karierę. W sezonie 2016/2017 wznowił karierę i występował w klubie z Chojnic łącznie przez jeszcze dwa sezony. Kaźmierczak w Red Devils występował z numerem "77", wcześniej natomiast z numerem "7".